# لایمن ابوت
لایمن ابوت (انگلیسی: Lyman J. Abbott؛ ۱۸ دسامبر ۱۸۳۵ – ۲۲ اکتبر ۱۹۲۲) یک متخصص الهیات، ویراستار و پدیدآور اهل ایالات متحده آمریکا بود.